# Gays for Trump
Gays for Trump é uma organização LGBT americana que apoia o presidente dos Estados Unidos, Donald Trump. Peter Boykin é o fundador e atua como presidente da organização.

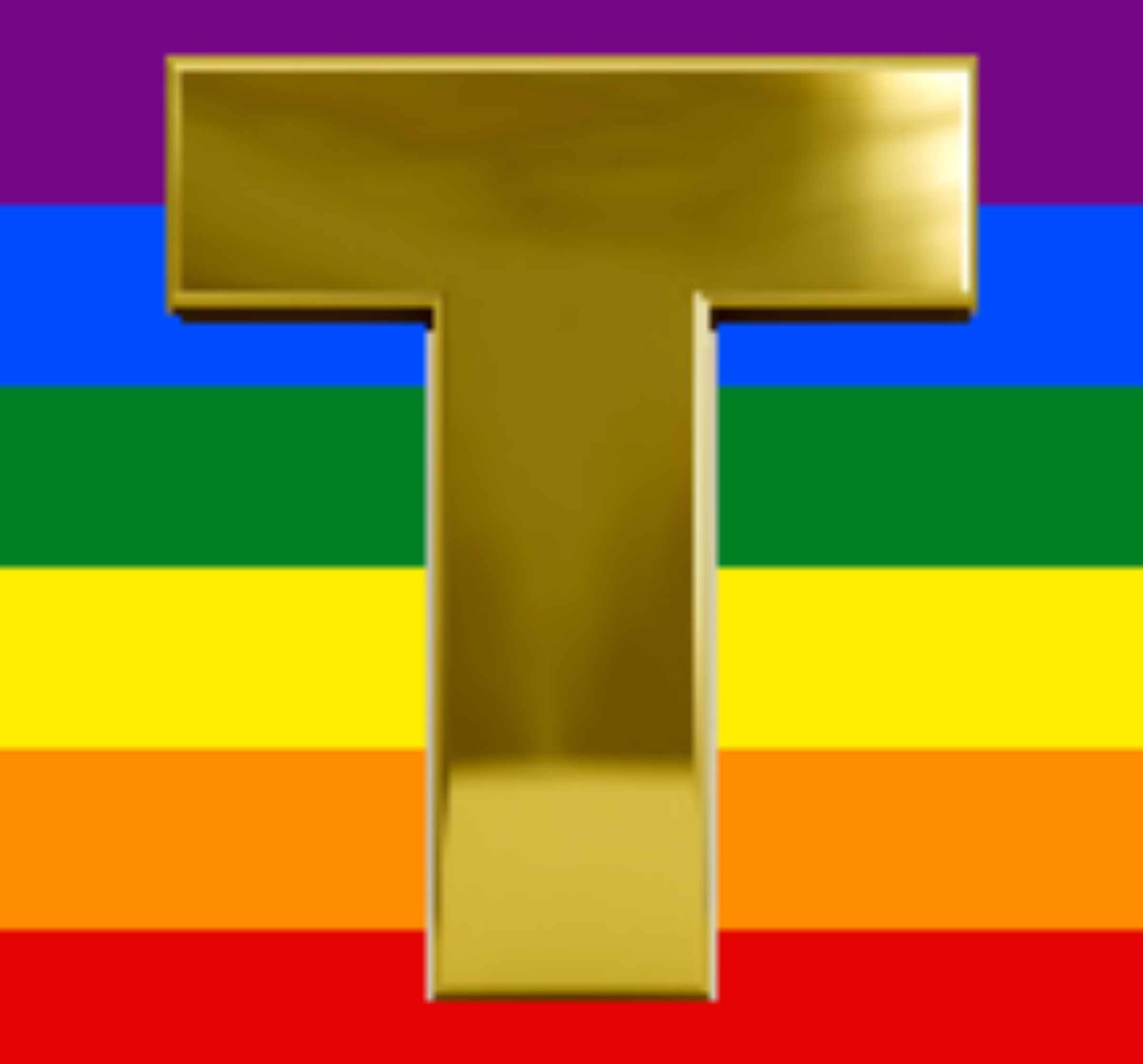
O logotipo

Em meio a uma gestão que estimulou a homofobia (durante seu governo Trump realizara 180 ataques à comunidade LGBT+ e seu último ano foi o mais letal para transgêneros desde o início dos registros) o grupo autodenominado "Gays for Trump" tenta retratá-lo como favorável à causa; a despeito de sua existência os registros demonstram uma participação pífia no meio: um comício por ela convocado em Hollywood durante a Campanha presidencial de 2020 reunira apenas setenta pessoas.

## Atividades

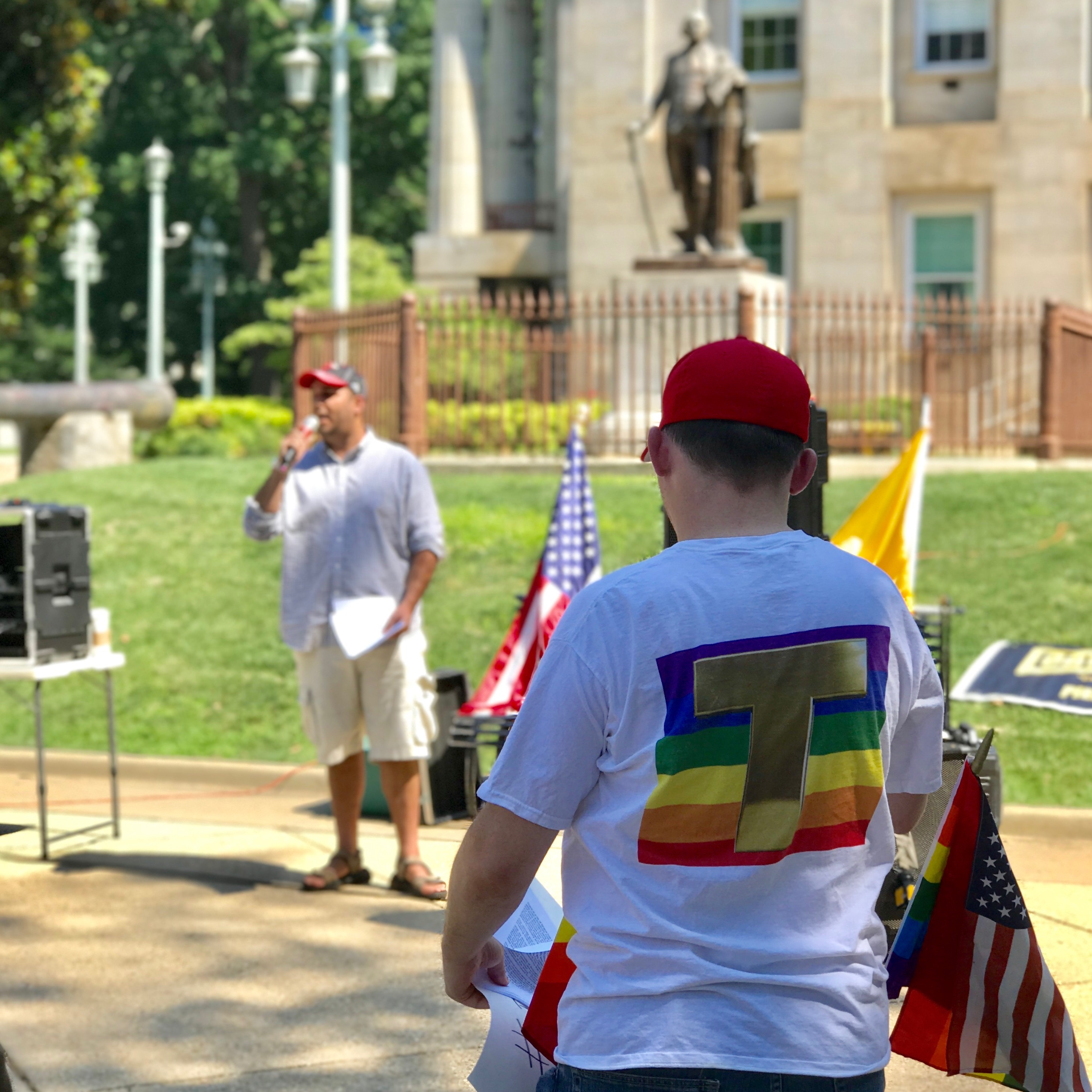
Manifestantes

Em 19 de julho de 2016, Gays for Trump organizou uma festa, chamada "Wake Up!" no Wolstein Center, em Cleveland, Ohio, Estados Unidos, durante a Convenção Nacional Republicana de 2016. Os oradores da festa foram Milo Yiannopoulos e Pam Geller e os convidados VIP da festa foram Ann Coulter, Amy Kremer, Lisa De Pasquale, Genevieve Wood, Geert Wilders e Roger Stone. Richard B. Spencer também compareceu à festa.
Em 20 de janeiro de 2017, Gays for Trump organizou uma festa de inauguração, chamada "Gays for Trump DeploraBall Gala", foi realizada no Bolger Center Hotel em Potomac, Maryland, Estados Unidos. A festa comemorou a posse de Donald Trump à presidência dos Estados Unidos.
Em 4 de março de 2018, Gays for Trump realizou um comício nacional "March4Trump" no Distrito de Columbia, Estados Unidos, com a presença de algumas dezenas de manifestantes.
Os eventos Gays for Trump foram financiados por Jeff Giesea.
O líder do movimento, Peter Boykin, sugeriu que Trump destruísse o governo de Kim Jong-un, que quer "fazer do mundo inteiro o seu refém" com o ativista querendo um ataque devastador à Coreia do Norte com perdas mínimas. No Brasil, existe o "Gays com Bolsonaro" uma alusão aos "Gays for Trump".

## Participação durante a invasão do Capitólio em 2021
Uma bandeira arco-íris, símbolo do orgulho gay, foi vista em meio a vários símbolos nazistas, durante a invasão do Capitólio em 6 de janeiro de 2021; Paul Kidd, advogado LGBT, e outras pessoas questionaram a presença daquela bandeira durante o ataque (uma delas comparou "gays for Trump" com "formigas pró inseticida").
O site LGBTQ Nation questionou: "Não está claro neste momento se as pessoas avistadas com bandeiras de arco-íris são LGBTQ, simplesmente querem apoiar as pessoas LGBTQ, ou estavam agitando a bandeira de arco-íris por outros motivos".